# Réserve faunique de Matane
La réserve faunique de Matane fait partie du réseau des réserves fauniques du Québec gérées par la Société des établissements de plein air du Québec. Elle fut créée en 1962 par le Gouvernement du Québec lors de l'achat de son territoire auprès d'une compagnie d'exploitation forestière.

## Accès
La réserve faunique de Matane est située à 40 kilomètres au sud-est de la ville de Matane, en Gaspésie. L'accès en est possible via la route 195, qui permet de rejoindre son entrée au poste d'accueil John. Elle est située à 440 kilomètres de route de Québec et 664 kilomètres de Montréal.

## Territoire

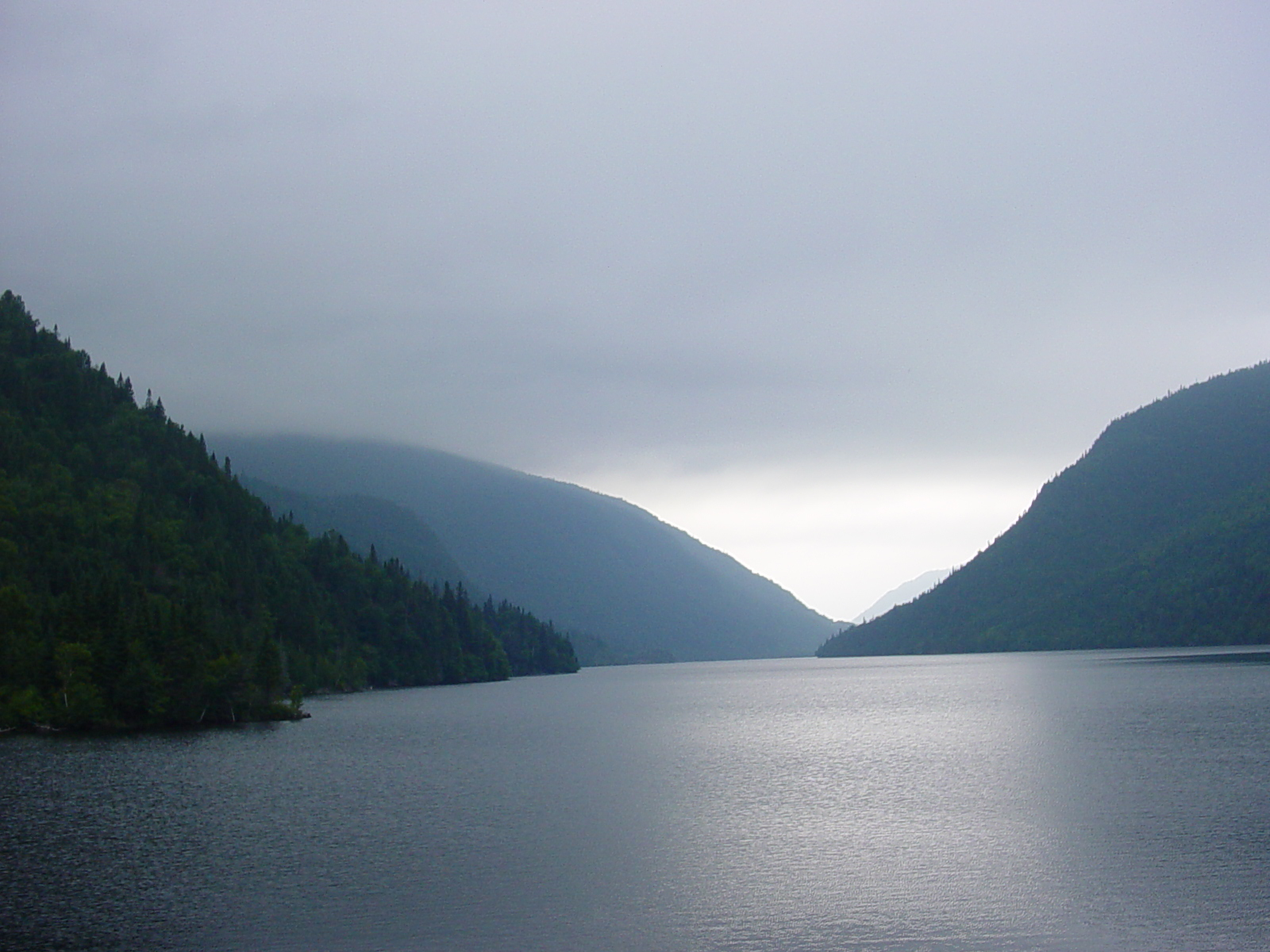
Les Chic-Chocs avant la pluie (réserve faunique de Matane)

La réserve couvre un territoire de 1275 kilomètres carrés et possède des frontières communes avec d'autres territoires protégés: la réserve faunique de Dunière, le Parc national de la Gaspésie, la Réserve écologique Fernald, la Zec de Cap-Chat, la Zec de la Rivière-Matane ainsi que la ZEC Casault.
Le territoire est couvert par une forêt résineuse (sapins, épinettes) ou mixte par endroits et est situé dans la zone des monts Chic-Choc dans les Appalaches ; il en résulte un relief accentué où 25 % du territoire est situé à une altitude supérieure à 490 mètres. On y retrouve 38 lacs ainsi que de nombreux ruisseaux et rivières dont la rivière Matane, une rivière à saumons, qui prend sa source au mont Blanc à l'intérieur de la réserve.

## Faune

### Poissons

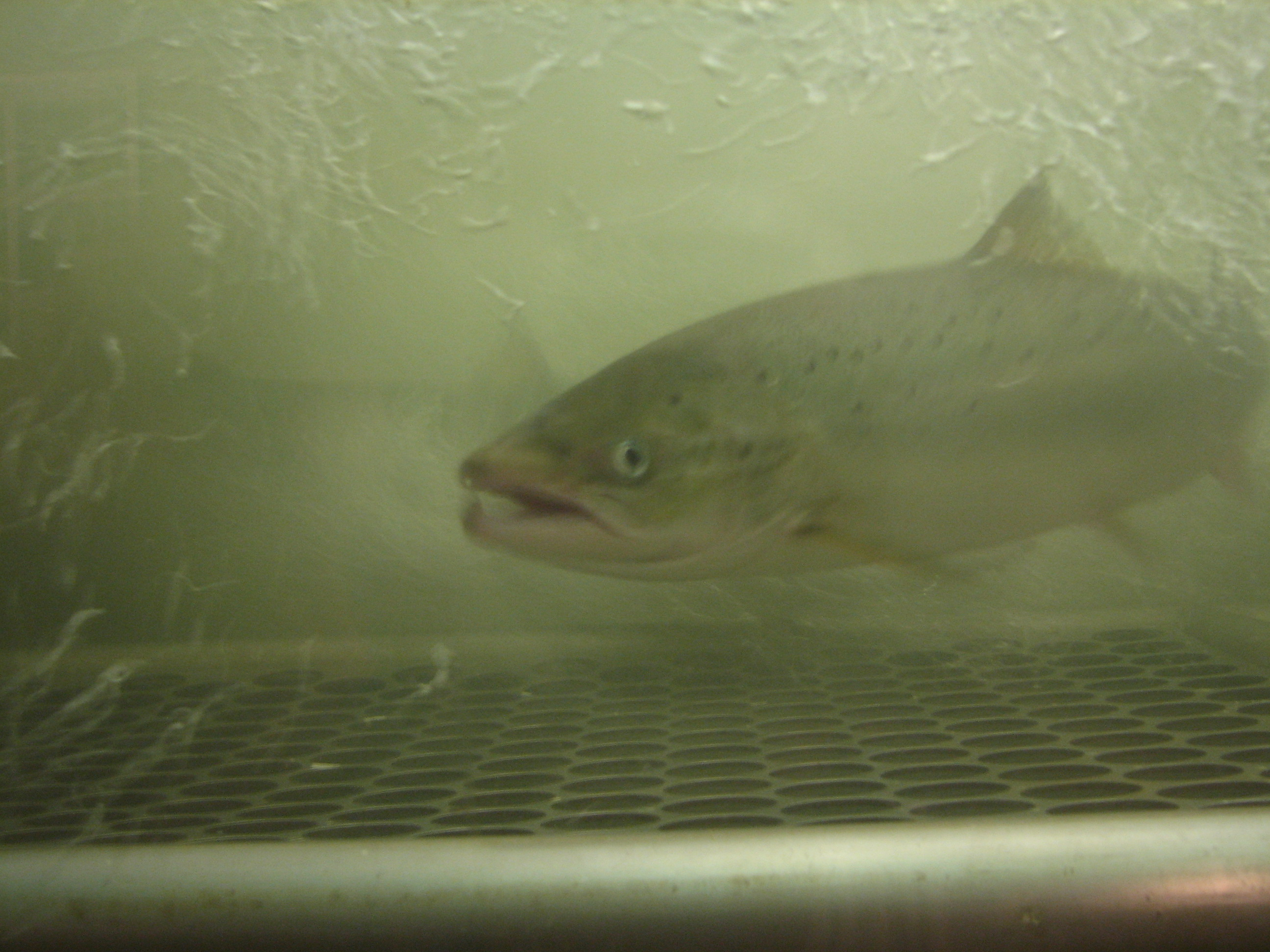
Un saumon atlantique à la passe migratoire de Matane

La réserve faunique est un site de pêche privilégié pour l'omble de fontaine (truite mouchetée), le touladi (truite grise) ainsi que le saumon atlantique.  Des aménagements tels des petites digues et des frayères ont été créés afin d'encourager le développement de la faune aquatique.

### Oiseaux

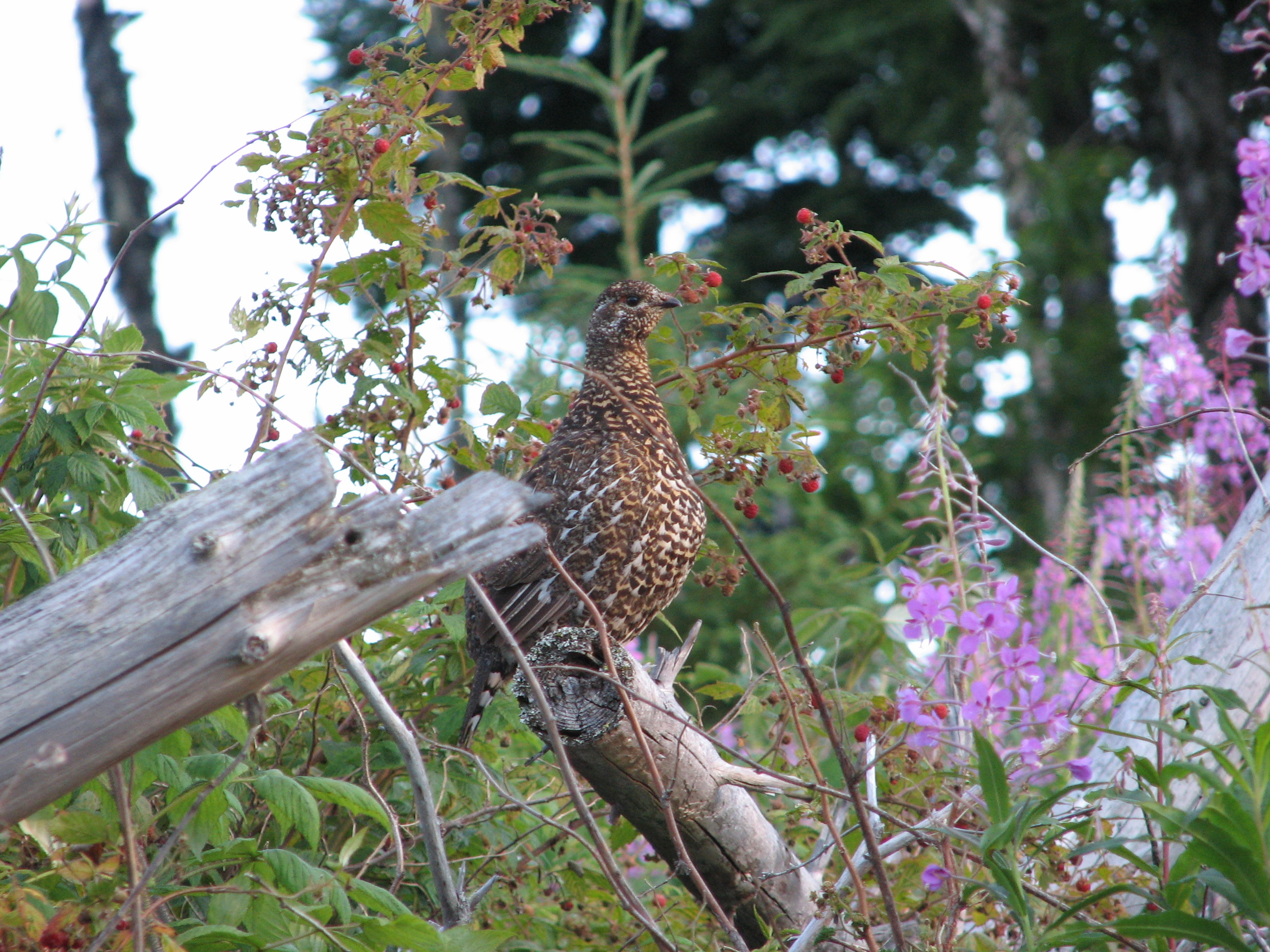
Un tétras du Canada femelle à la réserve de Matane

La réserve héberge plus de 150 espèces d'oiseaux notamment plusieurs espèces de pics (dont le grand pic), des Tetraoninaes (gélinotte huppée, Tétras du Canada) ainsi que différentes espèces de rapaces, dont les plus imposantes sont l'aigle doré, le pygargue à tête blanche et le balbuzard pêcheur.  Ses lacs sont le refuge de nombreux oiseaux aquatiques tels le grand Héron, le plongeon huard et le martin-pêcheur.

### Mammifères

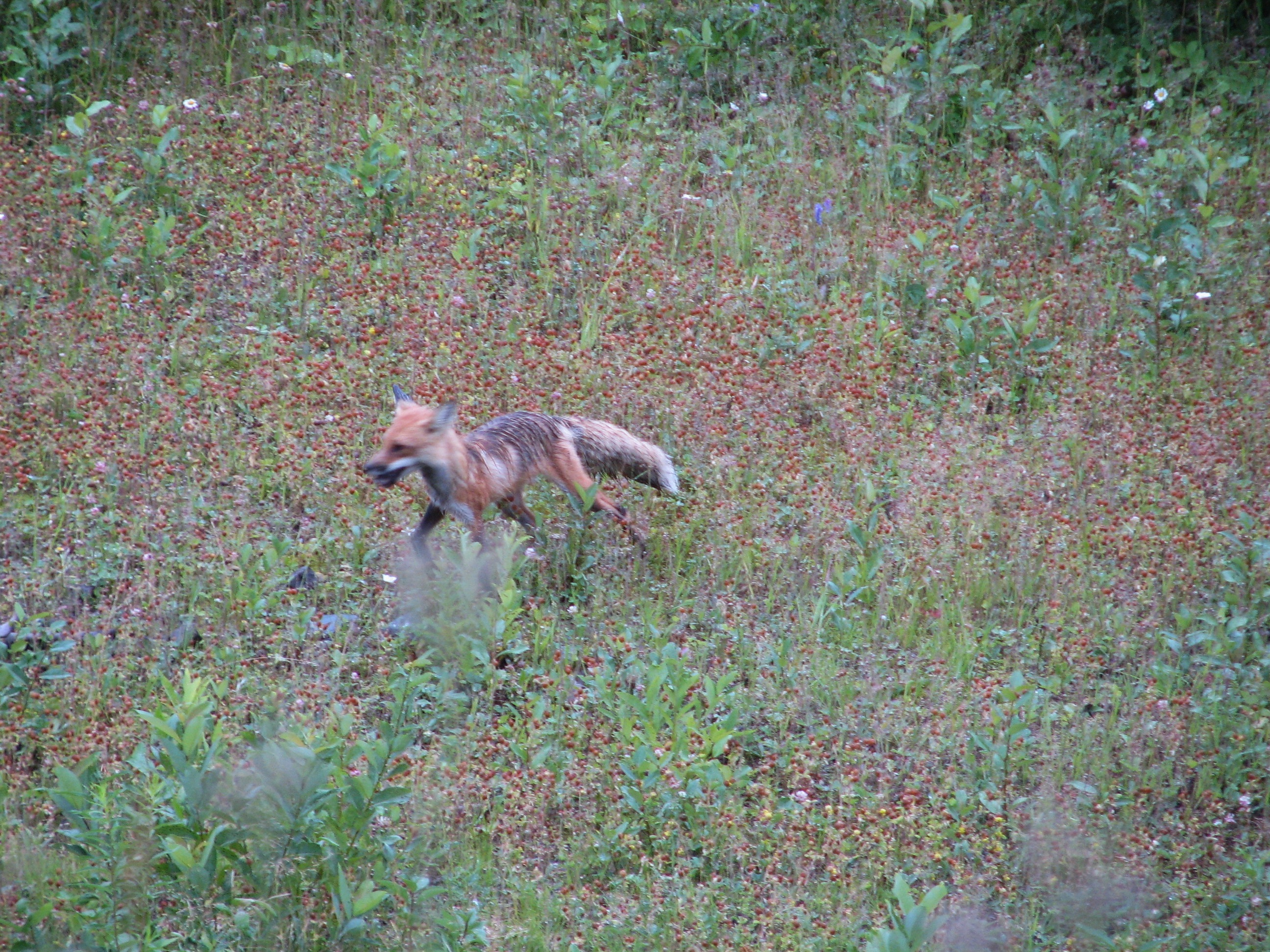
Un renard roux à la réserve de Matane

De nombreuses espèces de petits mammifères peuvent y être rencontrées (lièvres, écureuils, tamias rayés, castors, etc).  Parmi les espèces plus massives, on y retrouve une concentration d'ours noir, de coyotes, de renards roux et également le cerf de Virginie, quoi qu'en moins grande concentration que dans d'autres régions du Québec.

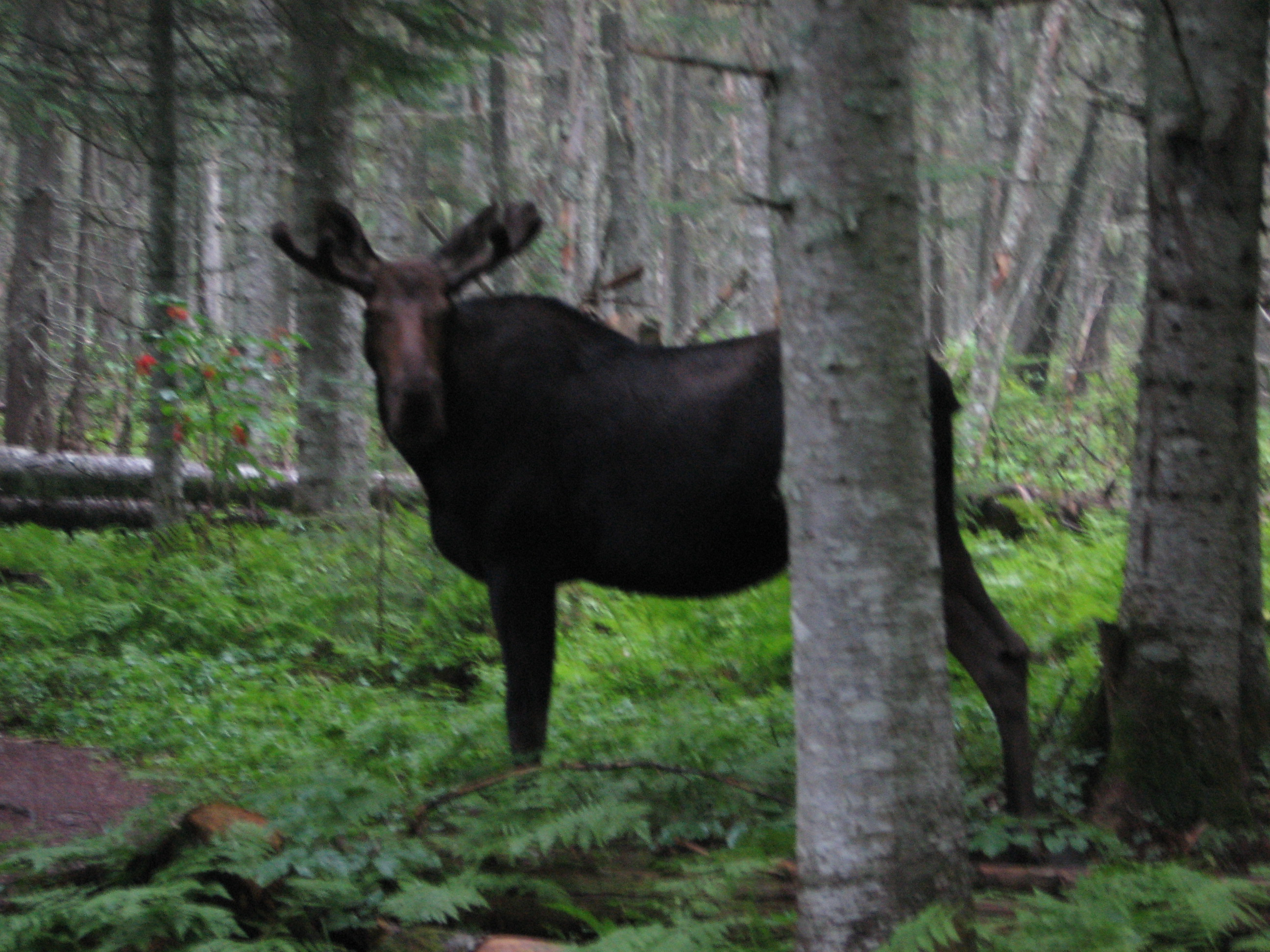
Un orignal mâle à la réserve de Matane

Le maître incontesté de la réserve est cependant l'orignal, le plus grand des cervidés.  On y retrouve la plus grande concentration d'orignaux au Québec, soit une population de plus de 6000 individus, c'est-à-dire près de 4,7 individus au km² soit environ 40 fois plus que dans le reste du Québec. Ils y prolifèrent en particulier grâce à la qualité des divers habitats naturels du territoire, une gestion minutieuse des ressources de la faune et une quasi absence de prédateur naturel. La présence de plusieurs lacs et étangs leur fournissent les plantes aquatiques dont ils sont friands, ainsi que de nombreuses vasières dont les eaux sont riches en sels minéraux nécessaires à leur bonne alimentation.

## Activités et installations
Les principales activités offertes sont:

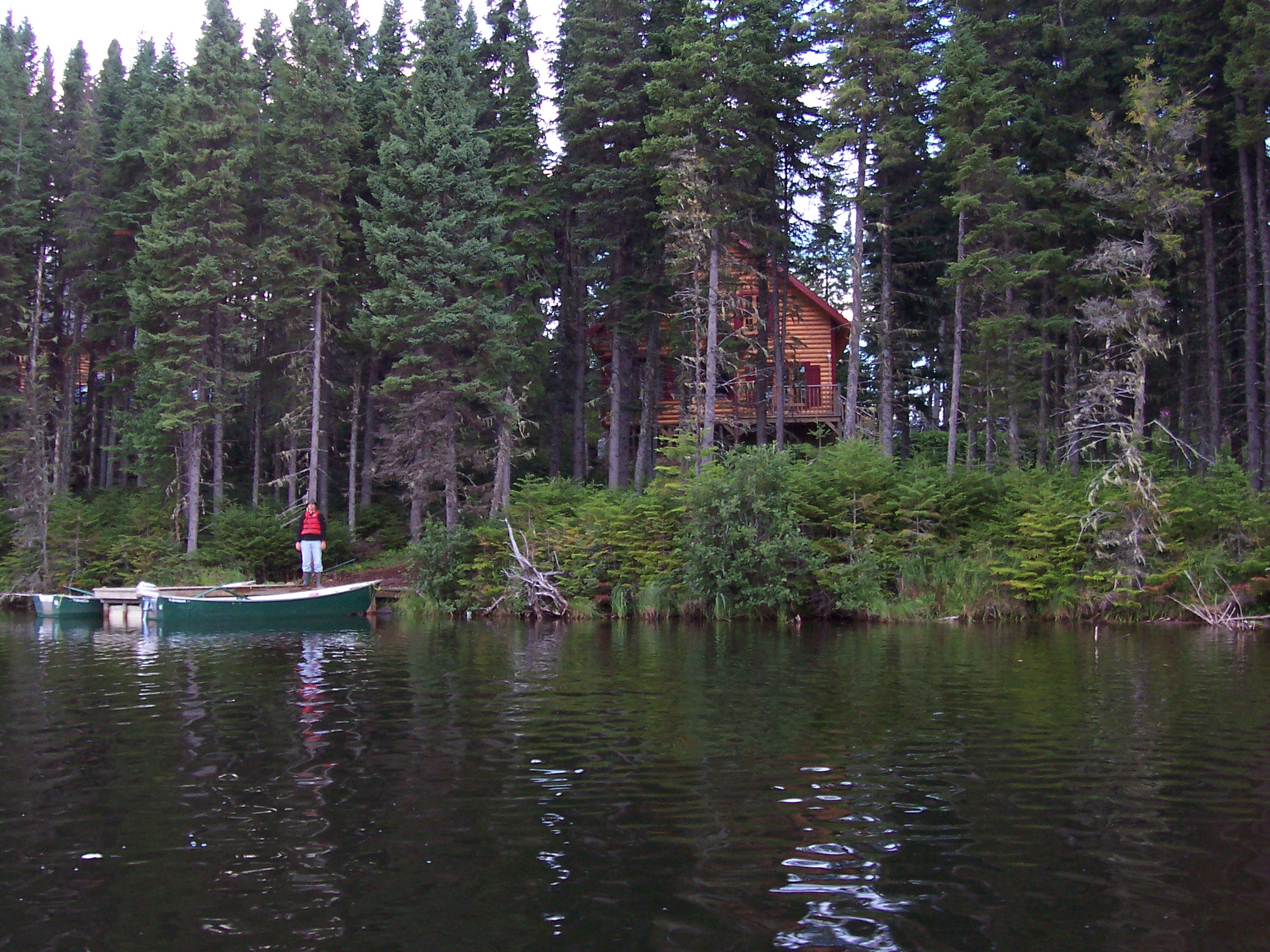
Un chalet sur l'Étang-à-la-truite à la réserve de Matane

- l'observation de la faune (notamment l'orignal et l'ours noir) grâce à des tours d'observations aménagées à des endroits stratégiques ;
- la chasse contrôlée à l'orignal, à l'ours noir et au petit gibier ;
- la pêche contrôlée en lac et rivière ;
- la randonnée pédestre : plusieurs sentiers balisés sillonnent le territoire, dont un sentier de 8 km menant au mont Blanc, et 105 km de sentiers faisant partie du sentier international des Appalaches ;
- la randonnée à vélo dans les routes et chemins forestiers ;
- la randonnée en kayak et en canot sur le réseau de cours d'eau.

La réserve dispose de deux campings semi-aménagés et d'une vingtaine de chalets rustiques aménagés (eau, éclairage et chauffage au gaz, cuisine équipée) afin d'accueillir les visiteurs.  Un petit centre d'interprétation de l'orignal comptant une exposition et des projections sur le sujet sis au centre d'accueil de l'Étang-à-la-truite. On peut également y louer du matériel de pêche, des embarcations (chaloupes, canots, kayaks) et des vélos.

## Photos

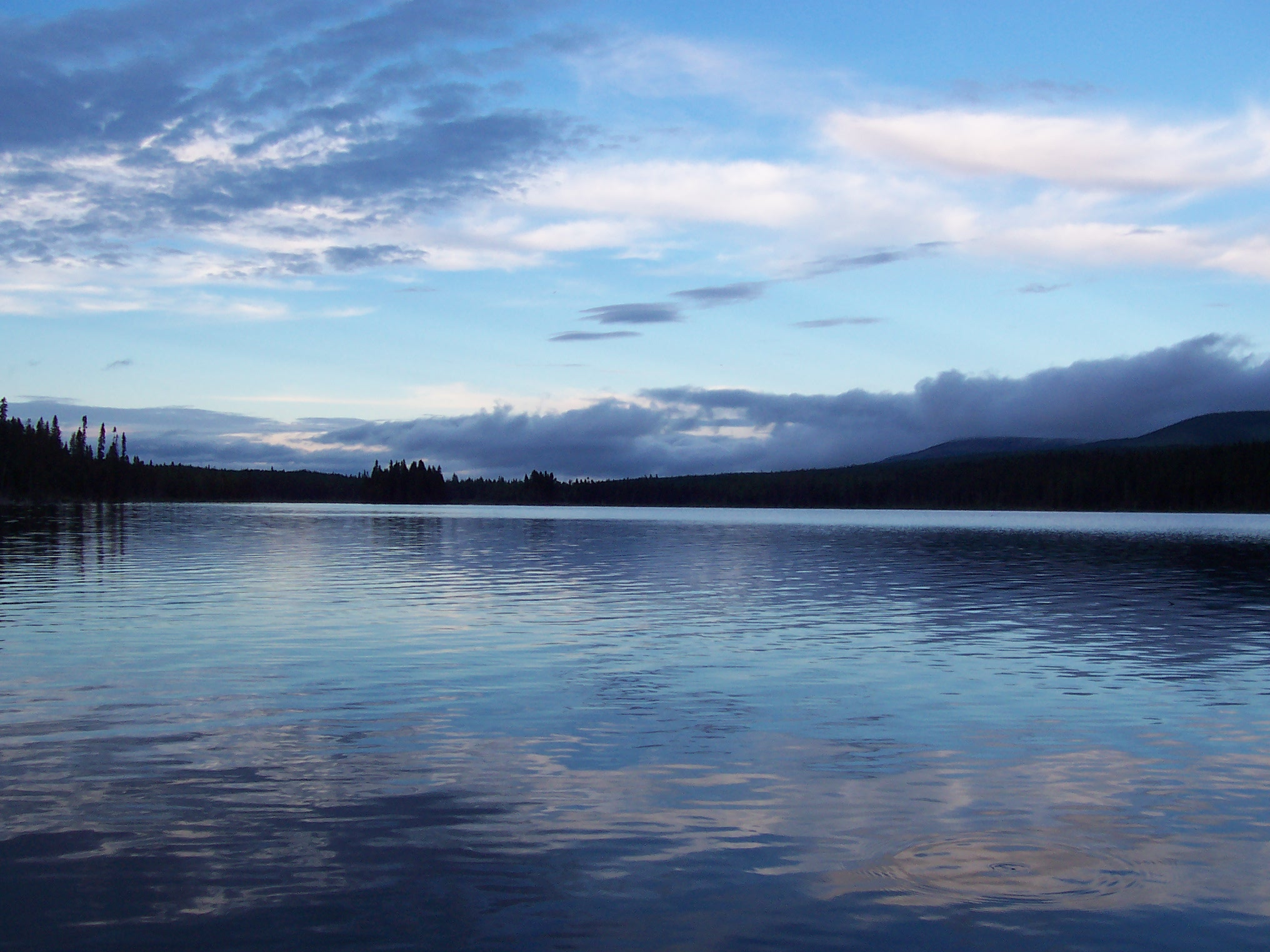
Paysage de la réserve faunique de Matane
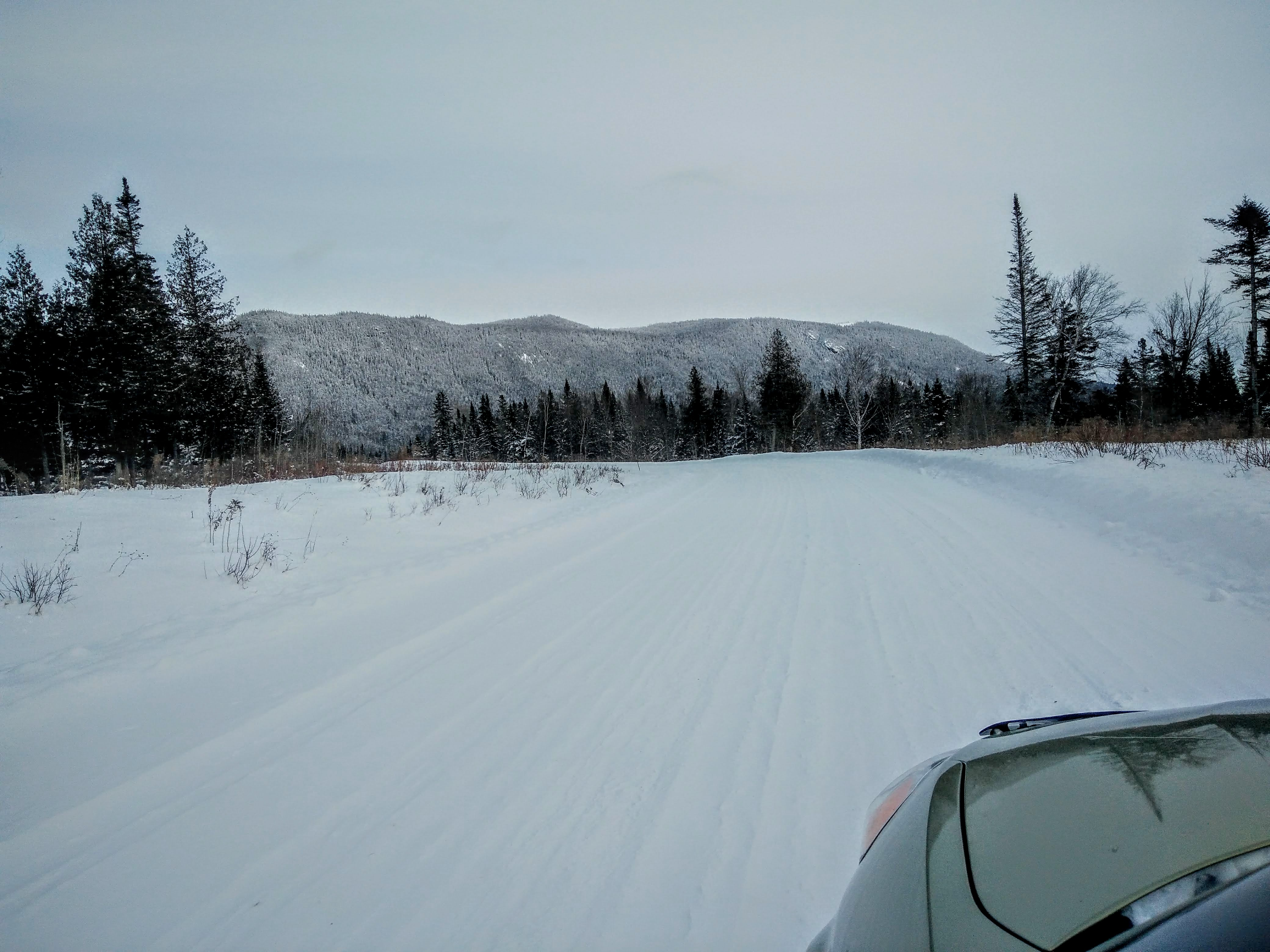
La réserve en hiver
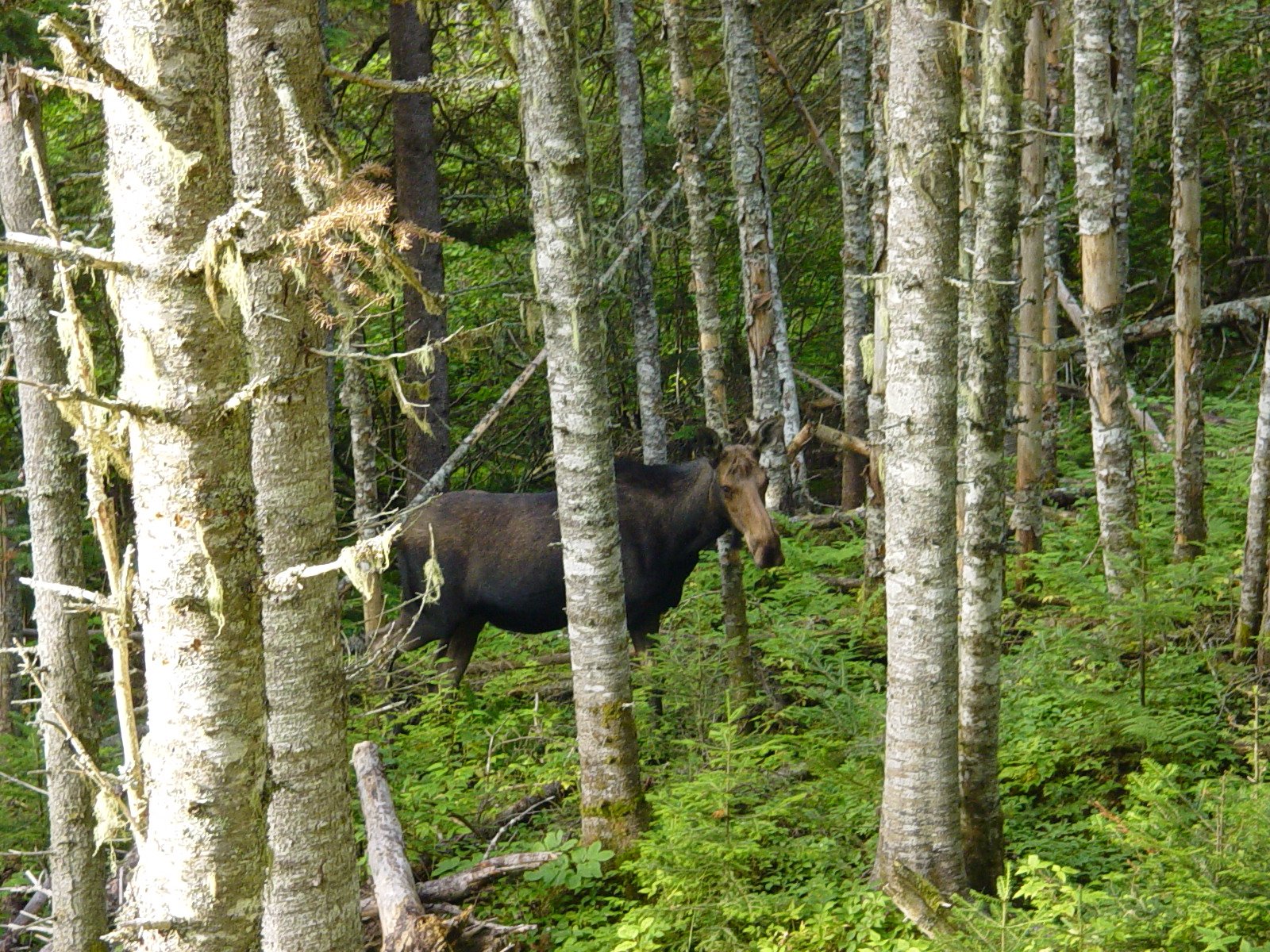
Une femelle orignal dans les bois de la réserve faunique de Matane
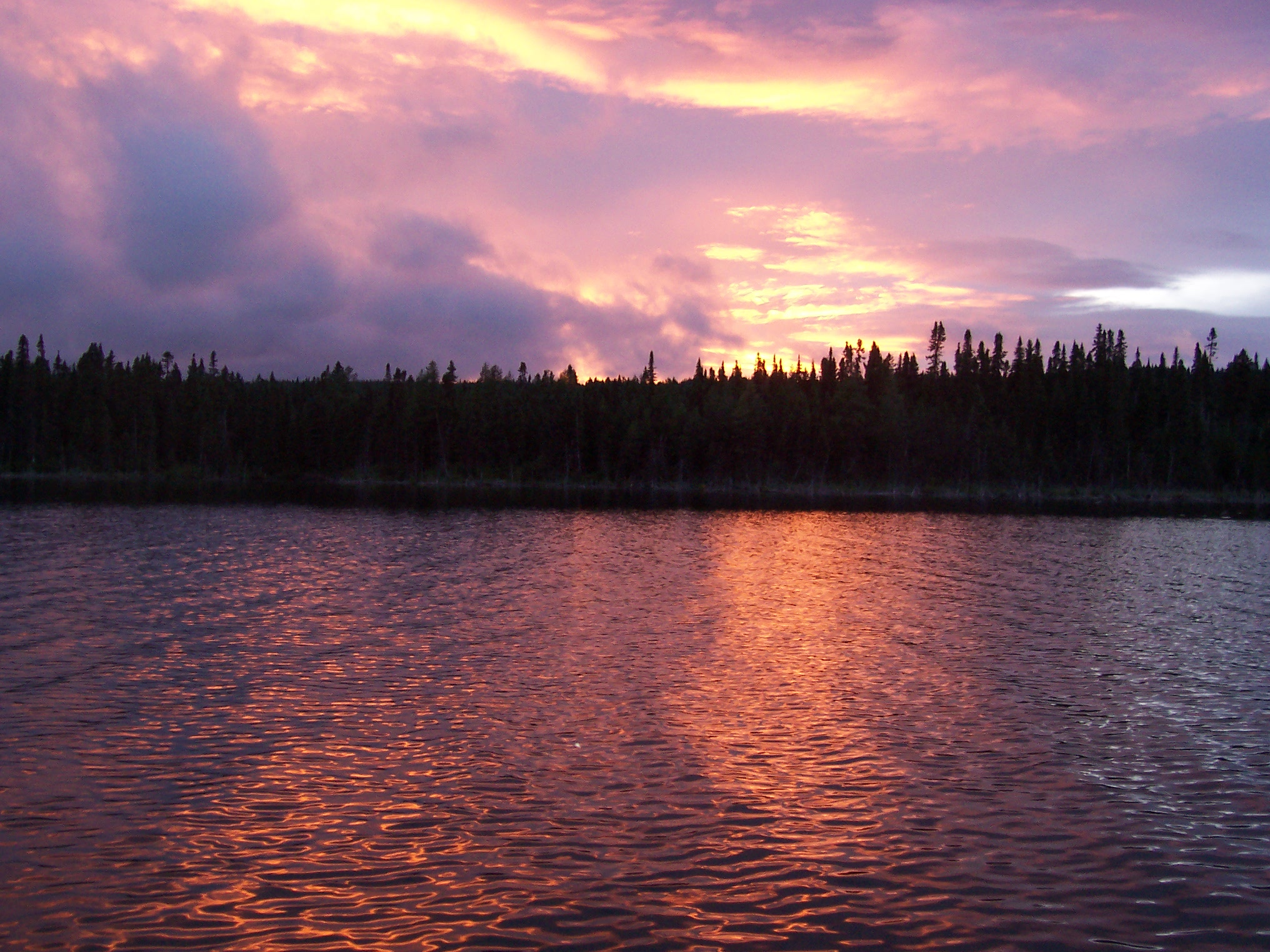
Coucher de soleil sur l'Étang-à-la-truite de la réserve faunique de Matane
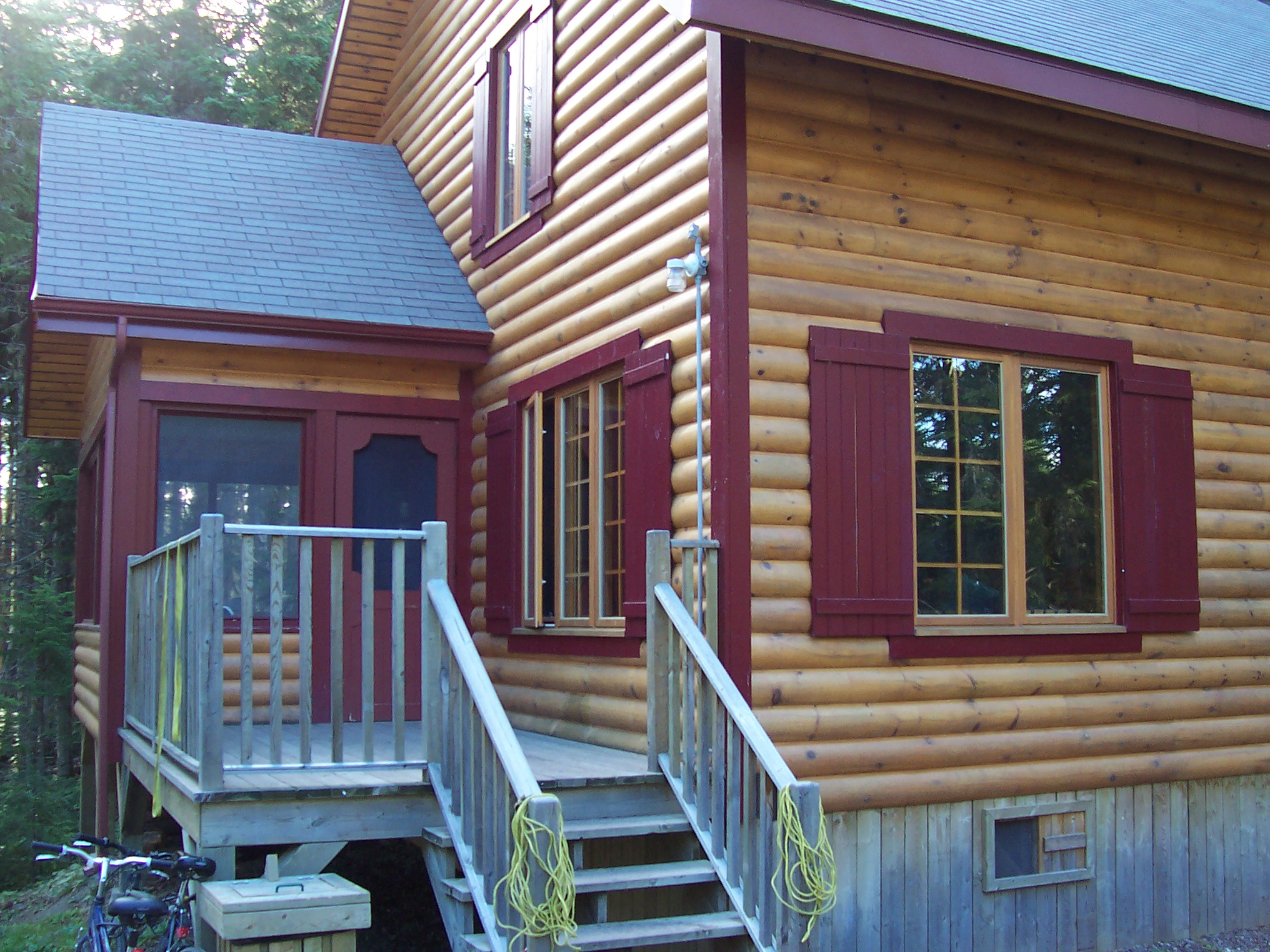
Vue d'un chalet de la zone "Presqu'île" de l'Étang-à-la-truite de la réserve faunique de Matane
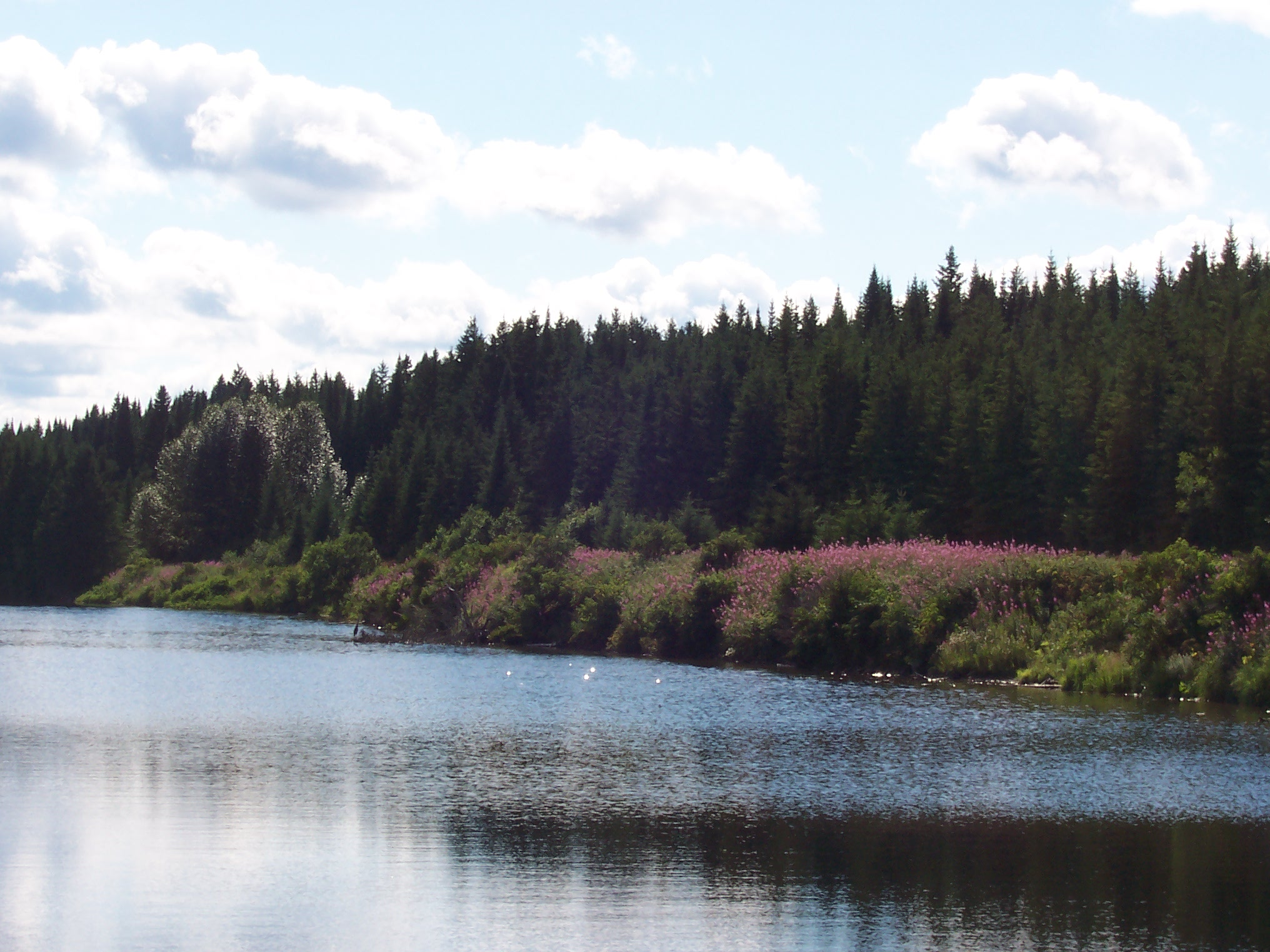
Paysage de la réserve faunique de Matane
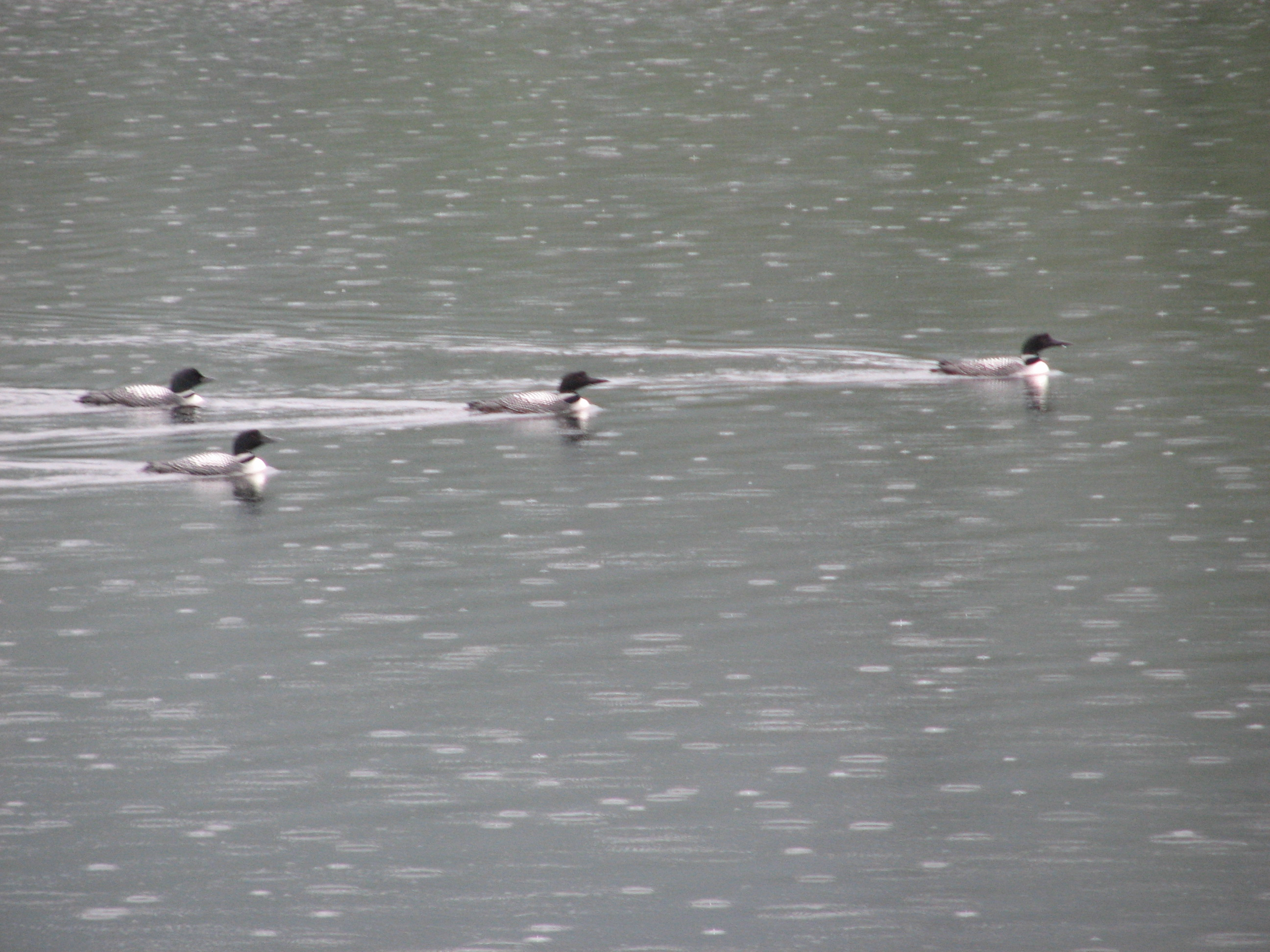
Plongeon huard sous la pluie à la réserve faunique de Matane
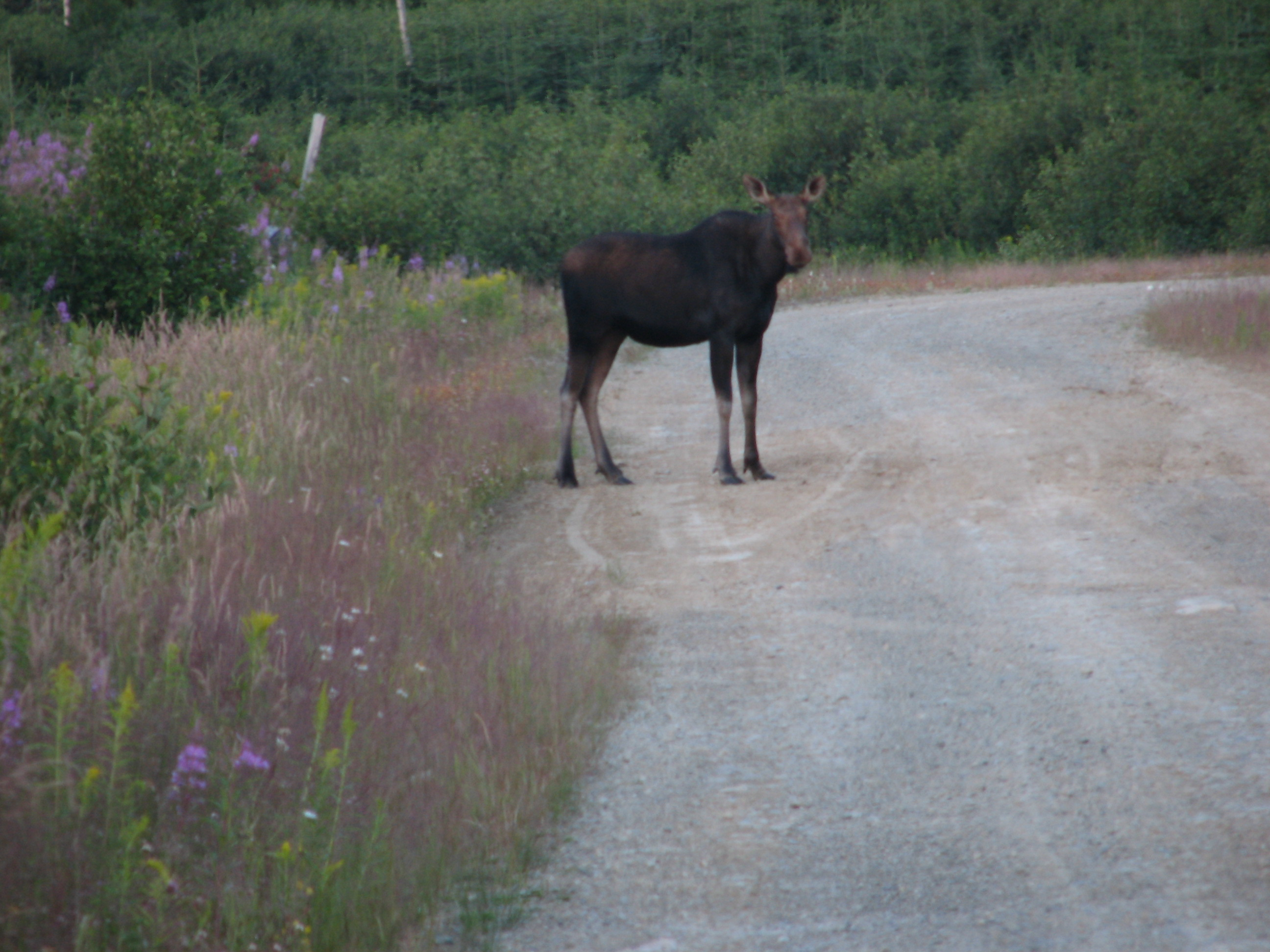
Un orignal sur le bord d'un chemin forestier de la réserve faunique de Matane
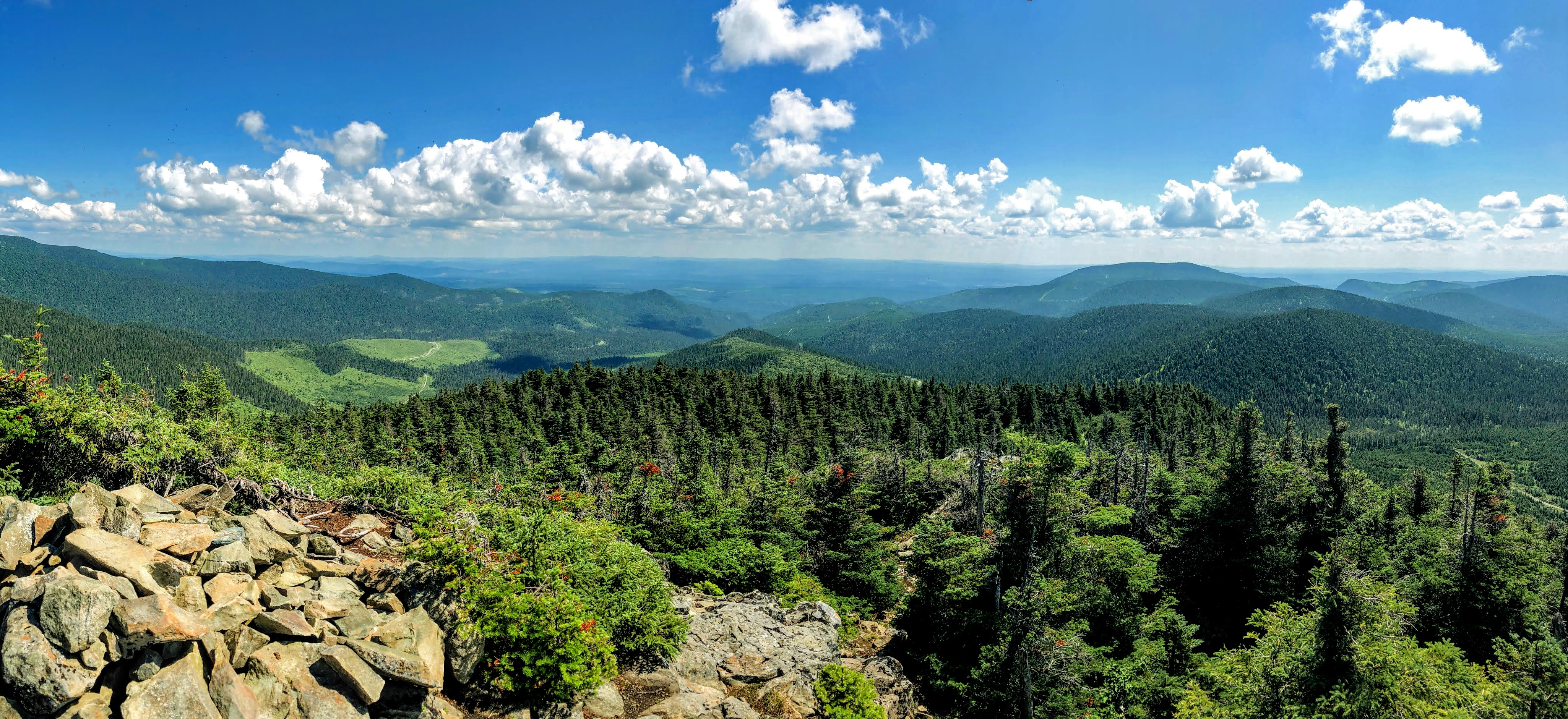
Les monts Chic-Choc dans la réserve.